# Ercheu
Ercheu település Franciaországban, Somme megyében. Lakosainak száma 754 fő (2022. január 1.). Ercheu Beaulieu-les-Fontaines, Frétoy-le-Château, Libermont, Ognolles, Buverchy, Cressy-Omencourt, Moyencourt és Hombleux községekkel határos.

## Népesség
A település népességének változása:
| Lakosok száma | 813  | 807  | 808  | 785  | 777  | 769  | 761  | 758  | 754  |
|               | 2013 | 2015 | 2016 | 2017 | 2018 | 2019 | 2020 | 2021 | 2022 |